# Rosenstavssläktet
Rosenstavssläktet (Liatris) är ett växtsläkte med omkring 30 fleråriga arter i familjen korgblommiga växter. Rosenstavarna härstammar från östra och centrala Nordamerikas prärier. Bladen är mycket smala och sitter strödda längs stjälkarna. De små blomkorgarna sitter i ax och börjar slå ut uppifrån. 

## Odling och användning
Flera rosenstavsarter används som trädgårdsväxter och snittblommor, men den vanligaste i det fallet är rosenstav. De vanligaste arterna förekommer i flera namnsorter som varierar något i växtsätt och blomfärg, även vitblommande sorter finns. Rosenstavar växer bäst i full sol och i fuktig men väldränerad jord, till exempel vid diken och bäckar. Däremot vill de inte ha alltför hög luftfuktighet. Förökning sker genom delning av äldre plantor. Även fröförökning är möjlig.

## Dottertaxa till Rosenstavar, i alfabetisk ordning[1]
- Liatris acidota
- Liatris aestivalis
- Liatris angustifolia
- Liatris aspera
- Liatris borealis
- Liatris boykinii
- Liatris bracteata
- Liatris chapmanii
- Liatris cokeri
- Liatris creditonensis
- Liatris cylindracea
- Liatris cymosa
- Liatris deamii
- Liatris densispicata
- Liatris elegans
- Liatris elegantula
- Liatris fallacior
- Liatris frostii
- Liatris garberi
- Liatris gholsonii
- Liatris gladewitzii
- Liatris glandulosa
- Liatris gracilis
- Liatris helleri
- Liatris laevigata
- Liatris lancifolia
- Liatris ligulistylis
- Liatris macdanieliana
- Liatris microcephala
- Liatris mucronata
- Liatris nieuwlandii
- Liatris ohlingerae
- Liatris oligocephala
- Liatris patens
- Liatris pauciflora
- Liatris pilosa
- Liatris platylepis
- Liatris provincialis
- Liatris punctata
- Liatris pycnostachya
- Liatris regimontis
- Liatris ridgwayi
- Liatris savannensis
- Liatris scariosa
- Liatris serotina
- Liatris spheroidea
- Liatris spicata
- Liatris squarrosa
- Liatris squarrulosa
- Liatris steelei
- Liatris stellei
- Liatris tenuifolia
- Liatris tenuis
- Liatris weaveri